# Astronotus crassipinnis
Astronotus crassipinnis és una espècie de peix de la família dels cíclids i de l'ordre dels perciformes.

## Morfologia
- Els mascles poden assolir 24 cm de longitud total.[1][2]

## Hàbitat
És una espècie de clima tropical.

## Distribució geogràfica
Es troba a Sud-amèrica: conca del riu Amazones a Bolívia i el Perú, i conca del riu Paranà al Paraguai i el Brasil.